# Muharraq (provins)
Muharraq (arabiska: اَلْمُحَرَّق, al-Muharraq), eller Muhafazat al-Muharraq (محافظة المحرق) (persiska: استان محرق), är en provins i Bahrain. Den ligger på ön Muharraq i den norra delen av landet, nordost om huvudstaden Manama. Antalet invånare är omkring 104 000.
Följande samhällen finns i Muharraqprovinsen:
- Muharraq
- al-Hadd